# Puccinellia porsildii
Puccinellia porsildii — багаторічна трав'яниста рослина родини Тонконогові (Poaceae), поширена на півночі Північної Америки.

## Опис
Утворює грудки. Стебла довжиною 30–50 см. Лігули 2–3 мм. Листові пластини скручені, 5–8 мм довжиною, шириною 1–2 мм. Суцвіття — волоть. Волоть відкрита, яйцеподібна, 10–15 см довжиною. Початкові гілки волоті гладкі. Колосочки поодинокі, родючі — з квітконіжками. Родючі колоски містять 5–7 родючих квіточок зі зменшеними квітками на вершині. Колоски довгасті; з боків стиснуті, довжиною 7–10 мм; розпадаються при зрілості. Колоскові луски стійкі, несхожі, коротші, ніж колосок. Нижня колоскова луска яйцеподібна, довжиною 2.7–4 мм; 0.9 від довжини верхньої колоскової луски, без кіля, 1-жильна, верхівка зубчаста тупа. Верхня колоскова луска довгаста, довжиною 3.1–4.5 мм, без кіля, 3-жильна, верхівка зубчаста тупа. Родюча лема довгаста або яйцеподібна; довжиною 3–4.5 мм, без кіля, 5-жильна, верхівка зубчаста й тупа. Палея (верхня квіткова луска) одної довжини з лемою, 2-жильна. Пиляків 3, 1.3–1.6 мм завдовжки.

## Поширення
Північна Америка: Ґренландія, Канада, США.